# Solodkovski
Solodkovski (del ruso: Солодковский) es un jútor del raión de Slaviansk del krai de Krasnodar, en el sur de Rusia. Está situado en el delta del Kubán, 35 km al norte de Slaviansk-na-Kubani y 96 km al noroeste de Krasnodar, la capital del krai. Tenía 289 habitantes en 2010.
Pertenece al municipio Zaboiskoye.

## Historia
El nombre de la localidad deriva del apellido del primer habitante de la localidad, Nikifor Petrovich Solodkov, procedente de Petróvskaya, que en 1928 erigió aquí una casa de adobe y se trasladó con su familia.

## Lugares de interés
En el centro de la localidad se halla el memorial sobre la fosa en la que yacen los restos de los caídos en la defensa y posterior liberación de la localidad durante la Gran Guerra Patria en 1942-1943.